# Vallée de Tan-yondozo
Tan-yondozo Vallis
La vallée de Tan-yondozo (désignation internationale : Tan-yondozo Vallis) est une vallée située sur Vénus dans le quadrangle d'Aino Planitia. Elle a été nommée en référence à un nom chinois pour la planète Vénus.